# یواس‌اس وست بریج
یواس‌اس وست بریج (به انگلیسی: USS West Bridge) یک کشتی باری در نیروی دریایی ایالات متحده آمریکا طی جنگ جهانی اول بود. این کشتی در سال ۱۹۱۸ ساخته شد.